# Exhalimolobos
Exhalimolobos es un género de fanerógamas perteneciente a la familia Brassicaceae. Comprende 9 especies descritas y aceptadas.

## Descripción
Son hierbas  bienales o perennes con un caudex leñoso. Tricomas dendríticos o subdendriticos, acosados o subsésiles, a veces mezclados  o mucho más sencillos. Las glándulas multicelulares ausentes. Tallos erectos a ascendentes, rara vez decumbentes, simples o ramificados. Hojas basales pecioladas, no rosuladas, con dentado simple, grueso o sinuada o rara vez pinnado lobulado, a menudo marchita por la floración o fructificación; las hojas caulinarias corto pecioladas o sésiles. Racimos corimbosos, con varias a numerosas flores, ebracteadas, alargadas considerablemente en la fruta;  sépalos oblongos. Pétalos blancos, rara vez de color rosa o con vetas rosadas, erguidos. Frutas dehiscente en silicuas, lineales, cilíndricas o ligeramente angustiseptadas, no inflados, ni segmentados; válvas como de papel, con un nervio central prominente, sin alas. Semillas biseriadas, sin alas, oblongas, regordetas; semilla con capa minuciosamente reticulada, mucilaginosa cuando se humedece; Corresponde cotiledones. Tiene un número de cromosomas de x = 8.

## Distribución
Las nueve especies se distribuyen por Argentina, Bolivia, Colombia, Ecuador, México, Perú y Venezuela.

## Taxonomía
El género fue descrito por Al-Shehbaz & C.D.Bailey y publicado en Systematic Botany 32(1): 146–149. 2007.

## Especies aceptadas
A continuación se brinda un listado de las especies del género Exhalimolobos aceptadas hasta octubre de 2014, ordenadas alfabéticamente. Para cada una se indica el nombre binomial seguido del autor, abreviado según las convenciones y usos.	
- Exhalimolobos arabioides (Muschl.) Al-Shehbaz & C.D.Bailey
- Exhalimolobos berlandieri (E.Fourn.) Al-Shehbaz & C.D.Bailey
- Exhalimolobos burkartii (Romanczuk & Boelcke) Al-Shehbaz & C.D.Bailey
- Exhalimolobos hispidulus (DC.) Al-Shehbaz & C.D.Bailey
- Exhalimolobos palmeri (Hemsl.) Al-Shehbaz & C.D.Bailey
- Exhalimolobos parryi (Hemsl.) Al-Shehbaz & C.D.Bailey
- Exhalimolobos pazensis (Rusby) Al-Shehbaz & C.D.Bailey
- Exhalimolobos polyspermus (E.Fourn.) Al-Shehbaz & C.D.Bailey
- Exhalimolobos weddellii (E.Fourn.) Al-Shehbaz & C.D.Bailey